# Paper Man
Paper Man (bra: Tempo de Crescer) é um filme do gênero comédia dramática de 2009, dirigido e escrito por Kieran Mulroney e Michele Mulroney.[carece de fontes?]

## Sinopse
Richard Dunn (Jeff Daniels) é um escritor fracassado, ainda preso à sua infância, que vai passar uma temporada em Long Island, tentando vencer um bloqueio criativo. Aí conhece Abby (Emma Stone), uma jovem de 17 anos, traumatizada por uma tragédia familiar. Richard contrata-a como babá, apesar de não ter filhos.

## Elenco
- Lisa Kudrow, como Claire Dunn
- Jeff Daniels, como Richard Dunn
- Ryan Reynolds, como Captão Excelente
- Emma Stone, como Abby
- Kieran Culkin, como Christopher
- Hunter Parrish, como Bryce
- Arabella Field, como Lucy
- Chris Parnell, como Peter
- Brian T. Finney, como Mike
- Brian Russell, como Dave
- Michael Heintzman ,como Park Ranger